# Симеринк, Ян
Йоханнес Мартинус (Ян) Симеринк (нидерл. Johannes Martinus 'Jan' Siemerink; род. 14 апреля 1970, Рейнсбург, Южная Голландия) — нидерландский профессиональный теннисист, теннисный тренер и спортивный комментатор. Победитель 15 турниров АТР (4 в одиночном разряде), полуфиналист Кубка Дэвиса (2001) в составе сборной Нидерландов.

## Спортивная карьера
В 1988 году Ян Симеринк выиграл чемпионат Нидерландов по теннису среди юношей в возрасте до 18 лет. В конце того же года на престижном юниорском турнире Orange Bowl он дошёл до полуфинала в одиночном разряде, а в парном разряде победил вместе с ещё одним представителем Нидерландов Якко Элтингом.
В 1990 году Симеринк выиграл в парном разряде свои первые турниры класса ATP Challenger, а в одиночном стал чемпионом Нидерландов среди взрослых и дошёл в Сингапуре до полуфинала турнира основного тура АТР. Через год на этом же турнире он уже стал чемпионом, а в паре с Рихардом Крайчеком выиграл Открытый чемпионат Нидерландов в Хилверсюме. Симеринк также дебютировал в составе сборной Нидерландов в Кубке Дэвиса, вместе с Крайчеком официально оформив её победу в матче плей-офф Мировой группы против мексиканцев. По ходу сезона он одержал победы над восьмой ракеткой мира Ги Форже (во втором круге Открытого чемпионата США, десятой ракеткой мира Брэдом Гилбертом и игроками первой двадцатки рейтинга АТР Андреем Черкасовым, Андреем Чесноковым и Якобом Хласеком, окончив сезон в числе 50 лучших теннисистов мира в одиночном разряде и в числе ста лучших в парном.
В первой половине 1992 года Симеринк дошёл до полуфинала Открытого чемпионата Австралии в паре с Крайчеком, а затем обыграл в одиночном разряде занимавших четвёртое и второе место в рейтинге Бориса Беккера и Стефана Эдберга. Однако за этими успехами так и не последовало завоёванных титулов, на Открытом чемпионате Франции, Уимблдоне Олимпиаде в Барселоне Симеринк выбыл из борьбы в первом же круге и в итоге завершил сезон на более скромных местах, чем за год до этого. В начале 1993 года они с Крайчеком сумели выиграть турнир АТР высшей категории в Майами, победив по пути к титулу три посеянных пары.
Выиграв ещё два турнира АТР с разными партнёрами в 1994 году, в начале января 1995 года на турнире в Дохе (Катар) по пути в финал победил с Андреем Ольховским сильнейшую пару мира Марк Вудфорд-Тодд Вудбридж. До конца года он ещё трижды повторил этот успех. Сначала в июне в Росмалене (Нидерланды) в паре с Крайчеком рн победил по дороге к завоеванию титула своих соотечественников Элтинга и Паула Хархёйса, сменивших австралийцев на первой строчке мирового рейтинга, месяц спустя в Штутгарте нанеся им ещё одно поражение теперь в паре с южноафриканцем Эллисом Феррейрой, а в октябре в финале турнира в Вене победил с Феррейрой Вудфорда и Вудбриджа, вернувших себе лидерство в рейтинге. С двумя победами и двумя поражениями в финалах за год Симеринк окончил его на 22-м месте в парном рейтинге АТР. За 1995 год он также трижды играл в финалах турниров АТР в одиночном разряде, победы так и не добившись, но поднявшись в рейтинге до 21-го места. Среди соперников, обыгранных им за год, были четыре игрока из первой мировой десятки — Беккер, Майкл Чанг, Уэйн Феррейра и Томас Энквист, причём Беккера и Энквиста он обыграл в рамках одного и того же турнира в Базеле, проиграв в финале в пяти сетах Джиму Курье.
В октябре 1996 года Симеринк достиг высшей в карьере 16-й строчки в парном рейтинге АТР, выиграв в паре с Эллисом Феррейрой два турнира — в Сиднее снова после победы над Вудфордом и Вудбриджем и в Монте-Карло на турнире высшей категории, — а затем дойдя до полуфинала на Уимблдоне и ещё одном турнире высшей категории в Цинциннати, где они в очередной раз победили австралийцеве. Концовку года Симеринк и Феррейра, однако, провели неудачно, не сумев попасть в финальный турнир АТР, где играли восемь сильнейших пар мира. В одиночном разряде Симеринк выиграл в Ноттингеме первый с 1991 года одиночный титул на турнирах АТР, затем в Нью-Хейвене за один турнир снова обыграл двух соперников из первой десятки рейтинга (Крайчека и Уэйна Феррейру) и повторил этот результат в Штутгарте, победив Евгения Кафельникова и Горана Иванишевича. Год он окончил на 15-м месте в одиночном рейтинге.
Ещё на одну позицию улучшить свой лучший рейтинг в одиночном разряде Симеринку удалось через два года, в октябре 1998 года, после двух выигранных за год турниров АТР и выхода в четвертьфинал на Уимблдонском турнире. Среди обыгранных им соперников в этом сезоне были игроки первой десятки Патрик Рафтер и Рихард Крайчек (на пути к победе в Роттердаме), Юнас Бьоркман (на Уимблдоне) и Грег Руседски (на Открытом чемпионате США). После этого Симеринк завоевал ещё два титула в парном разряде в 1999 и 2000 годах, дошёл со сборной Нидерландов до полуфинала Кубка Дэвиса в 2001 году, выиграв по ходу сезона все четыре своих встречи с соперниками из Испании, Германии и Франции, и завершил выступления летом 2002 года.
По окончании игровой карьеры Симеринк даёт мастер-классы теннисной игры, ведёт административную работу в Федерации тенниса Нидерландов, где он является техническим директором, и работает в качестве спортивного комментатора. С декабря 2006 года он занимает пост капитана сборной Нидерландов в Кубке Дэвиса, которую в 2013 году вывел в Мировую группу после трёхлетнего перерыва. Симеринк оставался капитаном сборной до декабря 2016 года, когда его сменил на этом посту Паул Хархёйс.

## Положение в рейтинге АТР в конце сезона
| Год              | 1990 | 1991 | 1992 | 1993 | 1994 | 1995 | 1996 | 1997 | 1998 | 1999 | 2000 | 2001 |
| ---------------- | ---- | ---- | ---- | ---- | ---- | ---- | ---- | ---- | ---- | ---- | ---- | ---- |
| Одиночный разряд | 143  | 26   | 57   | 53   | 82   | 21   | 15   | 78   | 19   | 87   | 103  | 124  |
| Парный разряд    | 163  | 60   | 102  | 65   | 46   | 22   | 24   | 117  | 109  | 126  | 75   | 127  |

## Финалы турниров АТР за карьеру
| Легенда                                  |
| ---------------------------------------- |
| Большой шлем (0)                         |
| Чемпионат мира АТР (0)                   |
| ATP Super 9 (0+2)                        |
| АТР Championship Series / ATP Gold (2+1) |
| АТР World / АТР International (10+15)    |

### Одиночный разряд (4-8)
| Результат | №  | Дата             | Турнир                                    | Покрытие | Соперник в финале   | Счёт в финале             |
| --------- | -- | ---------------- | ----------------------------------------- | -------- | ------------------- | ------------------------- |
| Победа    | 1. | 22 апреля 1991   | Сингапур                                  | Хард     | Гилад Блюм          | 6-4, 6-3                  |
| Поражение | 1. | 14 октября 1991  | Вена, Австрия                             | Ковёр(i) | Михаэль Штих        | 4-6, 4-6, 4-6             |
| Поражение | 2. | 1 февраля 1993   | Марсель, Франция                          | Ковёр(i) | Марк Россе          | 2-6, 6-71                 |
| Поражение | 3. | 24 июля 1995     | Открытый чемпионат Нидерландов, Амстердам | Грунт    | Марсело Риос        | 4-6, 5-7, 4-6             |
| Поражение | 4. | 21 августа 1995  | Лонг-Айленд, США                          | Хард     | Евгений Кафельников | 6-70, 2-6                 |
| Поражение | 5. | 25 сентября 1995 | Базель, Швейцария                         | Хард(i)  | Джим Курье          | 7-62, 6-75, 7-5, 2-6, 5-7 |
| Победа    | 2. | 17 июня 1996     | Ноттингем, Великобритания                 | Трава    | Сэндон Столл        | 6-3, 7-60                 |
| Поражение | 6. | 12 августа 1996  | Страттон-Маунтин, Нью-Хейвен, США         | Хард     | Алекс О'Брайен      | 6-76, 4-6                 |
| Поражение | 7. | 7 октября 1996   | Вена (2)                                  | Ковёр(i) | Борис Беккер        | 4-6, 7-67, 2-6, 3-6       |
| Поражение | 8. | 3 ноября 1997    | Стокгольм, Швеция                         | Хард(i)  | Юнас Бьоркман       | 6-3, 6-72, 2-6, 4-6       |
| Победа    | 3. | 2 марта 1998     | Роттердам, Нидерланды                     | Ковёр(i) | Томас Юханссон      | 7-62, 6-2                 |
| Победа    | 4. | 28 сентября 1998 | Тулуза, Франция                           | Хард(i)  | Грег Руседски       | 6-4, 6-4                  |

### Парный разряд (11+7)
| Результат | №   | Дата             | Турнир                                    | Покрытие | Партнёр           | Соперники в финале                  | Счёт в финале   |
| --------- | --- | ---------------- | ----------------------------------------- | -------- | ----------------- | ----------------------------------- | --------------- |
| Поражение | 1.  | 10 июня 1991     | Росмален, Нидерланды                      | Трава    | Рихард Крайчек    | Хендрик Ян Давидс Паул Хархёйс      | 3-6, 6-7        |
| Победа    | 1.  | 22 июля 1991     | Открытый чемпионат Нидерландов, Хилверсюм | Грунт    | Рихард Крайчек    | Магнус Густафссон Франсиско Клавет  | 7-5, 6-4        |
| Поражение | 2.  | 7 октября 1991   | Берлин, Германия                          | Ковёр(i) | Даниэль Вацек     | Петр Корда Карел Новачек            | 6-3, 5-7, 5-7   |
| Победа    | 2.  | 12 марта 1993    | Майами, США                               | Хард     | Рихард Крайчек    | Патрик Макинрой Джонатан Старк      | 6-7, 6-4, 7-6   |
| Победа    | 3.  | 31 января 1994   | Марсель, Франция                          | Ковёр(i) | Даниэль Вацек     | Мартин Дамм Евгений Кафельников     | 6-7, 6-4, 6-1   |
| Победа    | 4.  | 25 июля 1994     | Открытый чемпионат Нидерландов (2)        | Грунт    | Даниэль Орсанич   | Дэвид Адамс Андрей Ольховский       | 6-4, 6-2        |
| Поражение | 3.  | 2 января 1995    | Открытый чемпионат Катара, Доха           | Хард     | Андрей Ольховский | Магнус Ларссон Стефан Эдберг        | 6-7, 2-6        |
| Победа    | 5.  | 12 июня 1995     | Росмален                                  | Трава    | Рихард Крайчек    | Хендрик Ян Давидс Андрей Ольховский | 7-5, 6-3        |
| Поражение | 4.  | 17 июля 1995     | Штутгарт, Германия                        | Грунт    | Эллис Феррейра    | Томас Карбонель Франсиско Роиг      | 6-3, 3-6, 4-6   |
| Победа    | 6.  | 16 октября 1995  | Вена, Австрия                             | Ковёр(i) | Эллис Феррейра    | Тодд Вудбридж Марк Вудфорд          | 6-4, 7-5        |
| Победа    | 7.  | 8 января 1996    | Сидней, Австралия                         | Хард     | Эллис Феррейра    | Патрик Макинрой Сэндон Столл        | 5-7, 6-4, 6-1   |
| Победа    | 8.  | 28 April 1996    | Монте-Карло, Монако                       | Грунт    | Эллис Феррейра    | Юнас Бьоркман Никлас Култи          | 2-6, 6-3, 6-2   |
| Поражение | 5.  | 6 января 1997    | Сидней                                    | Хард     | Паул Хархёйс      | Луис Лобо Хавьер Санчес             | 4-6, 7-6, 3-6   |
| Поражение | 6.  | 9 марта 1998     | Копенгаген, Дания                         | Ковёр(i) | Бретт Стивен      | Том Кемперс Менно Остинг            | 4-6, 6-7        |
| Победа    | 9.  | 15 июня 1998     | Росмален (2)                              | Трава    | Гийом Рау         | Джошуа Игл Эндрю Флорент            | 7-65, 6-2       |
| Поражение | 7.  | 28 сентября 1998 | Тулуза, Франция                           | Хард(i)  | Паул Хархёйс      | Оливье Делатр Фабрис Санторо        | 2-6, 4-6        |
| Победа    | 10. | 14 июня 1999     | Росмален (3)                              | Трава    | Леандер Паес      | Давид Рикл Эллис Феррейра           | отменён (дождь) |
| Победа    | 11. | 1 мая 2000       | Орландо, США                              | Грунт    | Леандер Паес      | Джастин Гимелстоб Себастьен Ларо    | 6-3, 6-4        |